# Občina Rečica ob Savinji
Občina Rečica ob Savinji je jednou z 212 občin ve Slovinsku. Nachází se v Savinjském regionu na území historického Dolního Štýrska. Občinu tvoří 12 sídel, její rozloha je 30,1 km² a k 1. 1. 2017 zde žilo 2 308 obyvatel. Správním střediskem občiny je sídlo Rečica ob Savinji. Občina vznikla roku 2006 oddělením od občiny Mozirje.

## Geografie
Jižní částí území protéká řeka Savinja. Nejvyšším vrcholem občiny je hora Medvedjak (1 564 m n. m.), na jejímž severním úbočí je lyžařská sjezdovka.

## Členění občiny
Občinu tvoří 12 sídel: Dol-Suha, Grušovlje, Homec, Nizka, Poljane, Rečica ob Savinji, Spodnja Rečica, Spodnje Pobrežje, Šentjanž, Trnovec, Varpolje, Zgornje Pobrežje.

## Sousední občiny
Sousedními občinami jsou: Mozirje na severovýchodě, Nazarje na jihovýchodě a na jihu, Gornji Grad na jihozápadě a Ljubno na západě.